# Podkowa Leśna
Podkowa Leśna é um município da Polônia, na voivodia da Mazóvia e no condado de Grodzisk Mazowiecki. Estende-se por uma área de 10,13 km², com 3 874 habitantes, segundo os censos de 2016, com uma densidade de 382,4 hab/km².